# Зелёная экологическая партия Мексики
Зелёная экологическая партия Мексики (исп. Partido Verde Ecologista de México) — политическая партия в Мексике.
Партия была основана в 1993 году на основе Национального экологического альянса, созданного в 1980 году, а в 1986 году преобразованного в Мексиканскую зелёную партию. В основе идеологии партии — сохранение окружающей среды, пацифизм во внешней политике и ориентация на традиционные культурные ценности. 
Партия создаёт блоки с различными политическими силами — так, в 1988 году на президентских выборах она поддержала левого кандидата Куаутемока Карденаса, в 2000 году — правоцентриста Висенте Фокса, а в 2006 году — члена Институционно-революционной партии Роберто Мадрасо. В 2008 году партия выступила за введение в Мексике смертной казни, после чего Европейская партия зелёных отозвала своё признание ЗЭПМ в качестве легитимной зелёной партии. Кроме того, деятели партии выступали с гомофобными заявлениями, что также резко отличало партию от большинства зелёных партий мира. С 2019 года стала союзницей правящей левой партии Движение национального возрождения, и её позиции сместились в сторону прогрессивизма.
В настоящее время партия представлена 34 представителями в Палате депутатов и девятью сенаторами. Кроме того, член партии Мануэль Веласко Коэльо является губернатором штата Чьяпас.